# Caragana turfanensis
Caragana turfanensis är en ärtväxtart som först beskrevs av Andrej Nikovaevich Krasnov, och fick sitt nu gällande namn av Vladimir Leontjevitj Komarov. Caragana turfanensis ingår i släktet karaganer, och familjen ärtväxter. Inga underarter finns listade i Catalogue of Life.